# パスカリス3世 (対立教皇)
パスカリス3世（? - 1168年9月20日）は、ローマ教皇であるアレクサンデル3世の対立教皇である（在位：1164年 - 1168年9月20日）。

## 生涯
神聖ローマ皇帝であるフリードリヒ1世（バルバロッサ・赤髭王）がアレクサンデル3世に対抗するために擁立した2人目の対立教皇である。1167年7月22日、サン・ピエトロ大聖堂で正式に教皇として戴冠した。8月1日にはフリードリヒ1世を神聖ローマ皇帝として戴冠している。
しかし皇帝に擁立されたために人望が無く、1168年9月20日に死去した。
カール大帝を列聖したのはパスカリス3世である。